# Cleora scobina
Cleora scobina là một loài bướm đêm trong họ Geometridae.